# Список политических идеологий
В политологии политической идеологией называют определённый набор этических идеалов, принципов, доктрин, мифов или символов общественного движения, института, класса или группы, который объясняет, как должно работать общество, и предлагает некий политический и культурный проект для определённого общественного порядка. Политическая идеология в значительной степени касается того, как распределять власть и для каких целей её следует использовать. Некоторые политические партии придерживаются определённой идеологии, в то время как другие могут основываться на группе связанных идеологий, не принимая специально ни одну из них. Популярность идеологии отчасти обусловлена влиянием моральных лидеров, которые иногда действуют в своих собственных интересах. Политические идеологии имеют два измерения: (1) цели: как должно быть организовано общество; и (2) методы: наиболее подходящий способ достижения этой цели.
Идеология — это набор идей. Как правило, каждая идеология содержит определённые идеи о том, что она считает лучшей формой правления (например, автократия или демократия) и лучшей экономической системой (например, капитализм или социализм). Иногда одно и то же слово используется для обозначения как идеологии, так и одной из её основных идей. Например, социализм может относиться к экономической системе или к идеологии, которая поддерживает эту экономическую систему. Один и тот же термин может также относиться к нескольким идеологиям, поэтому политологи пытаются найти консенсусные определения для этих терминов. Например, хотя термины иногда смешиваются, коммунизм вошёл в обиход и в академическую практику для обозначения режимов советского типа и марксистских идеологий, тогда как социализм стал относиться к более широкому спектру различных идеологий, которые чаще всего отличаются от марксизма.
Политическую идеологию называют «самой неуловимой концепцией во всей социальной науке». Хотя идеологии, как правило, идентифицируют себя по своей позиции в политическом спектре (например, левые, центристы или правые), их можно отличить от политических стратегий (например, популизма, как его обычно определяют) и от отдельных вопросов, вокруг которых может быть построена партия (например, гражданское либертарианство и поддержка или противодействие европейской интеграции), хотя любой из них может быть или не быть центральным для конкретной идеологии. Несколько исследований показывают, что политическая идеология наследуется в семьях.
Следующий список политических идеологий строго алфавитный и пытается разделить идеологии, встречающиеся в практической политической жизни, на несколько групп, причём каждая группа содержит идеологии, которые связаны друг с другом. Заголовки ссылаются на названия наиболее известных идеологий в каждой группе. Названия заголовков не обязательно подразумевают какой-либо иерархический порядок или то, что одна идеология развилась из другой. Вместо этого они просто отмечают, что рассматриваемые идеологии практически, исторически и идеологически связаны друг с другом. Таким образом, одна идеология может принадлежать нескольким группам, и иногда между связанными идеологиями наблюдается значительное совпадение. Значение политического ярлыка также может различаться в разных странах, и политические партии часто придерживаются комбинации идеологий.

## Анархизм

Анархистская символика.

### Политические интернационалы
- Организационная платформа всеобщего союза анархистов
- Неформальная анархистская федерация[англ.] (повстанческий анархизм)
- Интернационал анархистских федераций[англ.] (синтетический анархизм)
- Международная ассоциация трудящихся (анархо-синдикализм)
- Международная конфедерация труда (анархо-синдикализм и революционный синдикализм)

### Классический анархизм
| - Индивидуалистический анархизм - Эгоистический анархизм - Коммунистический эгоизм - Иллегализм - Экспроприативный анархизм - Философский анархизм | - Либертарианство - Либертарный социализм - Мютюэлизм | - Социальный анархизм - Анархо-коммунизм - Анархо-синдикализм - Коллективистский анархизм |

### Постклассический анархизм
| - Анархо-феминизм - Анархизм без прилагательных - Синтетический анархизм - Анархо-пацифизм - Анархо-панк | - Зелёный анархизм - Анархо-натуризм - Анархо-примитивизм - Коммунализм - Эко-коммунализм - Либертарный муниципализм - Демократический конфедерализм - Социальная экология - Веганархизм | - Повстанческий анархизм - Махаевщина - Платформизм - Махновщина - Специфизм |

### Современный анархизм
- Анархо-трансгуманизм
- Чёрный анархизм[англ.]
- Коммунизация
- Анархо-капитализм
- Рыночный анархизм
- Постанархизм
- Постколониальный анархизм[англ.]
- Постлевый анархизм
- Квир-анархизм

### Оппозиция анархизму
- Антианархизм
- Авторитаризм

### Анархизм и религия
- Буддийский анархизм
- Христианский анархизм
  - Диггеры
  - Движение католических рабочих
  - Толстовство
- Индуистский анархизм (ведический анархизм[9])
- Исламский анархизм[англ.]
- Еврейский анархизм[англ.]
- Языческий анархизм
- Даосский анархизм[10][11]

## Авторитаризм
| - Абсолютизм - Автократия - Каудилизм - Авторитарный капитализм - Государственный капитализм - Корпоративный капитализм - Консервативный авторитаризм - Оправдание рабства | - Авторитарный социализм - Бланкизм - Коммунистическое государство - Марксизм-ленинизм - Ленинизм - Кастроизм - Титоизм - Троцкизм - Сталинизм - Антиревизионизм - Маоизм - Ходжаизм | - Византинизм - Деспотизм - Мягкий деспотизм - Диктатура - Великодушная диктатура - Конституционная диктатура - Мягкая диктатура - Военная диктатура - Стратократия - Правая диктатура - Диктатура пролетариата - Евразийство | - Идеократия - Империализм - Цивилизаторство - Колониализм - Внутренний колониализм - Неоколониализм - Переселенческий колониализм - Лебенсраум - Предопределение судьбы - Экстрактивизм - Кратократия (Сила порождает право) - Мафиозное государство | - Либеральная автократия - Менеджерское государство - Нелиберальная демократия - Неофеодализм - Однопартийное государство - Олигархия - Аристократия - Миноритаризм - Пифагореизм - Охлократия - Плутократия - Корпоратократия - Полицейское государство - Секурократия | - Теократия - Тоталитаризм - Тоталитарная демократия - Фашизм - Фалангизм - Нацизм - Неофашизм - Неонацизм - Национал-большевизм - Наци-маоизм - Неолегионаризм - Третий путь (идеология) - Цифровой авторитаризм - Экоавторитаризм |

### Оппозиция авторитаризму
- Антифашизм
- Антимонархизм[англ.]
- Деколонизация

## Коммунитаризм
| - Домарксистский коммунизм - Первобытный коммунизм - Религиозный коммунизм - Христианский коммунизм - Исламский коммунизм - Еврейский коммунизм - Демократический конфедерализм - Джорджизм | - Дистрибутизм - Коммунитарный корпоративизм - Мютюэлизм - Общинный социализм - Кибуцизм - Русский общинный социализм - Сербский общинный социализм | - Радикальный центризм - Свободная экономика - Сингапурский коммунитаризм - Теория достоинства личности - Третий путь (центризм) - Христианская демократия - Христианский социализм - Утопический социализм |

## Коммунизм
Политические интернационалы

Серп и молот — символ, олицетворяющий единство рабочих и крестьян, один из основных символов коммунистического движения.

- Интернациональная Социалистическая Альтернатива (троцкизм)
- Координационный комитет за возрождение Четвёртого интернационала[англ.] (троцкизм)
- Четвёртый интернационал (троцкизм)
- Воссоединённый Четвёртый интернационал (троцкизм)
- Четвёртый интернационал (посадистский) (троцкизм)
- Международная большевистская тенденция[англ.] (троцкизм)
- Международный комитет Четвёртого интернационала (троцкизм)
- Интернациональное коммунистическое течение[англ.] (левый коммунизм)
- Международная коммунистическая лига (Четвертый интернационалист)[англ.] (троцкизм)
- Международная коммунистическая партия (левый коммунизм)
- Международная конференция марксистско-ленинских партий и организаций (маоистская) (маоизм)
- Международная конференция марксистско-ленинских партий и организаций (ходжаистская) (ходжаизм)
- Международная координация революционных партий и организаций[англ.] (антиревизионизм)
- Международная лига борьбы народов[англ.] (марксизм-ленинизм-маоизм)
- Международная встреча коммунистических и рабочих партий (марксизм-ленинизм)
- Международная Социалистическая Альтернатива[англ.] (троцкизм)
- Международная социалистическая тенденция (неортодоксальный троцкизм)
- Международная лига трудящихся (троцкизм)
- Союз коммунистов-интернационалистов (троцкизм)
- Лига Пятого Интернационала[англ.] (троцкизм)
- Лига Четвёртого Интернационала[англ.] (троцкизм)
- Троцкистская фракция – Четвёртый Интернационал[англ.] (троцкизм)
- Всемирное социалистическое движение[англ.] (антиленинизм, классический марксизм, импоссибилизм и пролетарский интернационализм)
- Рабочий Интернационал возродит Четвертый Интернационал[англ.] (троцкизм)

### Авторитарный
- Казарменный коммунизм
  - Нечаевщина
- Бланкизм
- Ткачевизм[15]

#### Ленинизм
- Демократический централизм
- Троцкизм
  - Археомарксизм
  - Ортодоксальный троцкизм
  - Паблоизм
  - Посадизм
  - Третий лагерь[англ.]
- Авангардизм
- Военный коммунизм

##### Марксизм-ленинизм
| - Сталинизм - Неосталинизм - Антиревизионизм - Национал-коммунизм - Национал-большевизм - Социализм с человеческим лицом - Геваризм - Фокизм | - Маоизм - Маоизм третьего мира - Third-worldism - Социализм третьего мира - Новый синтез - Спонтанеизм - Марксизм-ленинизм-маоизм - Сендеро Луминосо - Прачандизм - Народная многопартийная демократия - Национальная демократия - Наксализм - Полпотизм | - Научный атеизм - Научный коммунизм - Социалистический национализм - Социалистический патриотизм - Ходжаизм |

An Anarchist A laid over a Communist Hammer and sickle.

### Либертарный
- Либертарианство
- Либерализм

- Анархо-коммунизм
  - Эгоистический коммунизм
- Коммунары

#### Марксизм
| - Классический марксизм - Ортодоксальный марксизм - Импоссибилизм - Всемирное социалистическое движение - Каутскианство - Люксембургианство - Спартакизм | - Либертарный марксизм - Автономизм - Операизм - Левый коммунизм - Группа «Вперёд» - Бордигизм - Коммунизация - Рэтекоммунизм - Социализм или варварство - Британский солидаризм - Ситуационизм - Революционизм - Ультралевтизм - Спонтанеизм - Делеонизм - Неортодоксальный троцкизм - Тенденция Шольё-Монталь - Группа Джонсон-Форест - Третий лагерьThird camp - Шехтманизм - Левый шехтманизм - Открытый марксизм | - Западный марксизм - Австромарксизм - Франкфуртская школа - Фрейдомарксизм - Гегелевский марксизм - Марксистский гуманизм - Будапештская школа - Школа праксиса - Неомарксизм - Аналитический марксизм - Теории конфликтов - Теория зависимости - Теория социального конфликта - Мир-системный анализ - Фрейдомарксизм - Грамшизм - Неограмшизм - Инструментальный марксизм - Новое прочтение Маркса - Политический марксизм - Структуралистский марксизм - Постмарксизм - Третье течение радикальной демократии - Жители лачуг - Движение безземельных крестьян - Сапатизм |

### Другие
- Марксистский центризм
- Экокоммунизм
- Еврокоммунизм
- Лакшери-коммунизм[англ.]
- Пролетарский интернационализм
- Марксистская демократия
- Национал-коммунизм
- Первобытный коммунизм
- Домарксистский коммунизм[англ.]
- Квир-коммунизм
- Мировой коммунизм
- Левый антисемитизм

### Оппозиция
- Антикоммунизм
  - Маккартизм
  - Пиночетизм[англ.]
- Антимарксизм
- Антисоциализм

### Религиозный коммунизм
- Христианский коммунизм
  - Брудерхоф
  - Диггеры
  - Гуттериты
  - Шейкеры
- Исламский марксизм
- Еврейский коммунизм[англ.]

### Региональные варианты
| Советский коммунизм - Сталинизм - Советский антисемитизм - Антисионизм в СССР - Социализм в отдельно взятой стране - Хрущевизм - Десталинизация - Хрущёвская оттепель - Развитой социализм - Брежневизм - Советский социалистический патриотизм - Горбачевизм - Гласность - Перестройка - Ностальгия по СССР | Китайский коммунизм - Маоизм - Культурная революция - Большой скачок - Китайский социализм - Дэнсяопинизм - Научный взгляд на развитие - Доктрина Саньминь - Тройное представительство - Сицзиньпинизм Югославский коммунизм - Титоизм - Социалистический югославизм - Югоностальгия - Джиласизм - Ранковичизм | Восточноевропейский коммунизм - Гусакизм - Кадаризм - Чаушескизм - Ходжаизм Другие страны - Кастроизм - Хошиминизм - Фомвиханизм - Чучхе - Сонгун |

## Консерватизм
Политические интернационалы
- Международный демократический союз (консерватизм)
- Международная монархическая лига[англ.] (монархизм)

### Основные ветви
- Антиюнионизм[англ.]
- Авторитарный консерватизм[англ.]
- Биоконсерватизм
- Чёрный консерватизм[англ.]
- Гражданский консерватизм[англ.]
- Традиционалистский консерватизм
  - Дистрибутизм
- Консервативный корпоратизм[англ.]
- Консервативный либерализм
- Культурный консерватизм
- Фискальный консерватизм
- Зелёный консерватизм[англ.]
- ЛГБТ-консерватизм[англ.]
- Либеральный консерватизм
- Либертарианский консерватизм
  - Фузионизм
  - Либертарианский республиканизм[англ.]
  - Палеолибертарианство
  - Западный консерватизм[англ.]
- Национал-консерватизм
  - Антииммиграционизм 
  - Этнический национализм
  - Нативизм
- Неоконсерватизм
- Палеоконсерватизм
  - Палеолибертарианство
- Патерналистский консерватизм
  - Сострадательный консерватизм[англ.]
  - Консервативный социализм[англ.]
  - Прогрессивный консерватизм
- Правый популизм
- Социал-консерватизм
  - Антиабортное движение
  - Антифеминизм
  - Анти-ЛГБТ движение[англ.]
- Социальный дарвинизм
  - Кратократия
- Теоконсерватизм
  - Христианские правые
  - Государственная религия
    - Антидезистестментарианство
    - Цезаропапизм
    - Доминионизм
    - Теократия
    - Теономия

  - Ультрамонтанство
- Традиционализм

### Реакционные ветви
- Абсолютизм
- Автократия
- Альтернативные правые
  - «Мягкие» альтернативные правые[англ.]
- Авторитарный капитализм[англ.]
- Нелиберальная демократия
  - Имитационная демократия
  - Перевёрнутый тоталитаризм
- Империализм
  - Колониализм
- Интегрализм
- Ирредентизм
- Монархизм
  - Абсолютный монархизм
    - Просвещённый абсолютизм
      - Иосифизм]

    - Самодержавие

  - Патриархализм[англ.]
  - Конституционный монархизм
    - Монархическая республика[англ.]
- Неофеодализм
- Неонационализм
- Неореакционное движение
- Олигархия
  - Аристократия
  - Плутократия
    - Тимократия
- Реакционный модернизм[англ.]
- Реакционный популизм[англ.]
- Реваншизм
- Супремасизм
  - Сегрегационизм

### Оппозиция консерватизму
- Анти-антикоммунизм[англ.]
- Антиэлитаризм
- Антимонархизм[англ.]
- Культурный либерализм
- Культурный радикализм[англ.]
- Радикализм
- Постмодернизм
- Прогрессивизм

### Религиозный консерватизм
- Христианские правые
  - Христианский фундаментализм
  - Традиционалистский католицизм
- Индусский фундаментализм
  - Хиндутва
- Исламизм
  - Исламский фундаментализм
- Ортодоксальный иудаизм
  - Религиозный сионизм
  - Ультраортодоксальный иудаизм

### Региональные варианты
- Американский консерватизм
  - Американский нативизм
  - Американский республиканизм
  - Американский сегрегационизм
  - Движение чаепития
  - Консервативные демократы
  - Неоконфедератизм
  - Трампизм
    - QAnon

  - Южные демократы
- Апартеид
- Берньеризм
- Болсонаризм
- Британский консерватизм
  - Торизм
- Германский консерватизм
- Рейхсбюргеры
- Иранский консерватизм
- Канадский торизм
  - Красные тори
  - Синие тори
- Орбанизм
- Пиночетизм[англ.]
- Турецкий консерватизм
  - Консервативная демократия
  - Эрдоганизм
- Французский консерватизм
  - Голлизм
  - Лепенизм